# Liste des matchs de rivalité en football américain universitaire de la NCAA
Cette page reprend la liste des matchs de rivalité en football américain universitaire de la National Collegiate Athletic Association (NCAA) ainsi que les trophées éventuellement décernés aux universités.
Le nombre de rencontres indiqué a été établi en fin de saison 2023.

## NCAA Division I Football Bowl Subdivision
| Dénomination                        | Trophée                                  | Université        | Université        | Début | Nb. |
| ----------------------------------- | ---------------------------------------- | ----------------- | ----------------- | ----- | --- |
| 100 Miles of Hate                   |                                          | Middle Tennessee  | Western Kentucky  | 1914  | 74  |
| Air Force–Colorado State            | Ram–Falcon Trophy                        | Air Force         | Colorado State    | 1957  | 61  |
| Air Force–Hawaii                    | Kuter Trophy                             | Air Force         | Hawaii            | 1966  | 23  |
| Akron–Kent State                    | Wagon Wheel                              | Akron             | Kent State        | 1923  | 66  |
| Alabama–Clemson                     |                                          | Alabama           | Clemson           | 1900  | 19  |
| Alabama–Florida                     |                                          | Alabama           | Florida           | 1916  | 42  |
| Alabama–Georgia                     |                                          | Alabama           | Georgia           | 1895  | 74  |
| Alabama–Georgia Tech                |                                          | Alabama           | Georgia Tech      | 1902  | 52  |
| Alabama–LSU                         |                                          | Alabama           | LSU               | 1895  | 88  |
| Alabama–Ole Miss                    |                                          | Alabama           | Ole Miss          | 1894  | 71  |
| Alabama–Penn State                  |                                          | Alabama           | Penn State        | 1959  | 15  |
| Apple Cup                           | Apple Cup Trophy                         | Washington        | Washington State  | 1900  | 116 |
| Arizona–New Mexico                  |                                          | Arizona           | New Mexico        | 1908  | 68  |
| Arkansas–LSU                        | Golden Boot                              | Arkansas          | LSU               | 1901  | 69  |
| Arkansas–Ole Miss                   |                                          | Arkansas          | Ole Miss          | 1908  | 70  |
| Arkansas–Texas                      |                                          | Arkansas          | Texas             | 1894  | 79  |
| Arkansas–Texas Tech                 |                                          | Arkansas          | Texas Tech        | 1957  | 37  |
| Army–Navy Game                      | Secretary's Trophy                       | Army              | Navy              | 1890  | 124 |
| Army–Notre Dame                     |                                          | Army              | Notre Dame        | 1913  | 51  |
| Auburn–Clemson                      |                                          | Auburn            | Clemson           | 1899  | 51  |
| Auburn–Florida                      |                                          | Auburn            | Florida           | 1912  | 84  |
| Auburn–Georgia Tech                 |                                          | Auburn            | Georgia Tech      | 1892  | 92  |
| Auburn–Ole Miss                     |                                          | Auburn            | Ole Miss          | 1928  | 48  |
| Auburn–Tennessee                    |                                          | Auburn            | Tennessee         | 1900  | 54  |
| Auburn–Tulane                       |                                          | Auburn            | Tulane            | 1902  | 38  |
| Backyard Brawl                      |                                          | Pittsburgh        | West Virginia     | 1895  | 107 |
| Ball State–Northern Illinois        | Bronze Stalk Trophy                      | Ball State        | Northern Illinois | 1941  | 51  |
| Battle for Highway 82               |                                          | Alabama           | Mississippi State | 1896  | 108 |
| Battle for Nevada                   | Fremont Cannon                           | Nevada            | UNLV              | 1969  | 49  |
| Battle for the Bell                 | Victory Bell                             | Cincinnati        | Miami (OH)        | 1888  | 128 |
| Battle for the Bell                 | The Bell                                 | Marshall          | Ohio              | 1905  | 60  |
| Battle for the Bell                 | The Bell                                 | Southern Miss     | Tulane            | 1979  | 33  |
| Battle for the Belt                 | The Belt                                 | South Alabama     | Troy              | 2012  | 13  |
| Battle for the Bones                | The Bones                                | Memphis           | UAB               | 1997  | 16  |
| Battle for the Iron Skillet         | Iron Skillet                             | SMU               | TCU               | 1915  | 103 |
| Battle for the Palladium            | The Palladium Trophy                     | Middle Tennessee  | Troy              | 1936  | 21  |
| Battle for the Rag                  | Tiger Rag                                | LSU               | Tulane            | 1893  | 98  |
| Battle for the Valley               | Valley Trophy                            | Fresno State      | San José State    | 1921  | 86  |
| Battle for the Victor's Bell        | The Victor's Bell                        | Pacific           | San José State    | 1895  | 72  |
| Battle Line Rivalry                 | Battle Line Trophy                       | Arkansas          | Missouri          | 1906  | 15  |
| Battle of I-10                      | Silver Spade                             | New Mexico State  | UTEP              | 1914  | 100 |
| Battle of the Brazos                |                                          | Baylor            | Texas A&M         | 1899  | 108 |
| Battle of the Bricks                |                                          | Miami (OH)        | Ohio              | 1908  | 99  |
| Battle of the Brothers              | -                                        | Utah              | Utah State        | 1892  | 113 |
| Battle of the Carolinas             |                                          | North Carolina    | South Carolina    | 1903  | 60  |
| Battle on the Bayou                 | Wooden Boot                              | Louisiana         | Louisiana–Monroe  | 1951  | 59  |
| Baylor–Houston                      |                                          | Baylor            | Houston           | 1950  | 29  |
| Baylor–Texas Tech                   |                                          | Baylor            | Texas Tech        | 1929  | 82  |
| Bedlam Series                       | Bedlam Bell                              | Oklahoma          | Oklahoma State    | 1904  | 118 |
| Big Game                            | The Axe                                  | California        | Stanford          | 1892  | 126 |
| Bill Walsh Legacy Game              |                                          | San José State    | Stanford          | 1900  | 67  |
| Black and Blue Bowl                 |                                          | Memphis           | Southern Miss     | 1935  | 63  |
| Bluebonnet Battle                   | Bluebonnet Shield                        | Baylor            | TCU               | 1899  | 119 |
| Boise State–Fresno State            | Milk Can                                 | Boise State       | Fresno State      | 1977  | 25  |
| Boise State–Nevada                  |                                          | Boise State       | Nevada            | 1971  | 45  |
| Border War (Colorado State–Wyoming) | Bronze Boot                              | Colorado State    | Wyoming           | 1899  | 115 |
| Border War (Kansas–Missouri)        | Indian War Drum; Lamar Hunt Trophy       | Kansas            | Missouri          | 1891  | 120 |
| Boston College–Clemson              | O'Rourke–McFadden Trophy                 | Boston College    | Clemson           | 1940  | 32  |
| Boston College–UMass                |                                          | Boston College    | UMass             | 1899  | 28  |
| Boston College–Virginia Tech        |                                          | Boston College    | Virginia Tech     | 1993  | 32  |
| Bowling Green–Kent State            | Anniversary Award                        | Bowling Green     | Kent State        | 1920  | 91  |
| Bowling Green–Toledo                | Battle of I-75 Trophy                    | Bowling Green     | Toledo            | 1919  | 88  |
| Bridger's Battle                    | Bridger Rifle                            | Utah State        | Wyoming           | 1903  | 72  |
| BYU–Utah State                      | The Old Wagon Wheel                      | BYU               | Utah State        | 1922  | 91  |
| California–UCLA                     |                                          | California        | UCLA              | 1933  | 94  |
| Central Michigan–Eastern Michigan   |                                          | Central Michigan  | Eastern Michigan  | 1902  | 101 |
| Central Michigan–Western Michigan   | Victory Cannon                           | Central Michigan  | Western Michigan  | 1907  | 94  |
| Chicago–Michigan                    |                                          | Chicago           | Michigan          | 1892  | 26  |
| Chicago–Purdue                      |                                          | Chicago           | Purdue            | 1892  | 42  |
| Cincinnati–Louisville               | The Keg of Nails                         | Cincinnati        | Louisville        | 1929  | 54  |
| Cincinnati–Memphis                  |                                          | Cincinnati        | Memphis           | 1966  | 37  |
| Cincinnati–UCF                      |                                          | Cincinnati        | UCF               | 2015  | 10  |
| Cincinnati–West Virginia            |                                          | Cincinnati        | West Virginia     | 1921  | 21  |
| Clean, Old-Fashioned Hate           | Governor's Cup                           | Georgia           | Georgia Tech      | 1893  | 117 |
| Clemson–Florida State               |                                          | Clemson           | Florida State     | 1970  | 37  |
| Clemson–Georgia                     |                                          | Clemson           | Georgia           | 1897  | 66  |
| Clemson–Georgia Tech                |                                          | Clemson           | Georgia Tech      | 1898  | 89  |
| Coastal Carolina–Liberty            |                                          | Coastal Carolina  | Liberty           | 2003  | 15  |
| Colorado–Kansas State               |                                          | Colorado          | Kansas State      | 1912  | 67  |
| Colorado–Nebraska                   |                                          | Colorado          | Nebraska          | 1898  | 73  |
| Crab Bowl Classic                   | Crab Bowl Trophy                         | Maryland          | Navy              | 1905  | 21  |
| Deep South's Oldest Rivalry         |                                          | Auburn            | Georgia           | 1892  | 129 |
| Deeper than Hate                    |                                          | Appalachian State | Georgia Southern  | 1932  | 38  |
| Dick Tomey Legacy Game              | Dick Tomey Legacy Trophy                 | Hawaii            | San José State    | 1936  | 46  |
| Duel in the Desert                  | Territorial Cup                          | Arizona           | Arizona State     | 1899  | 97  |
| Duke–North Carolina                 | Victory Bell                             | Duke              | North Carolina    | 1888  | 111 |
| East Carolina–Marshall              |                                          | East Carolina     | Marshall          | 1967  | 17  |
| East Carolina–NC State              | Victory Barrel                           | East Carolina     | NC State          | 1970  | 32  |
| Eastern Michigan–Western Michigan   |                                          | Eastern Michigan  | Western Michigan  | 1906  | 59  |
| Egg Bowl                            | Golden Egg Trophy                        | Mississippi State | Ole Miss          | 1901  | 120 |
| Farmageddon                         |                                          | Iowa State        | Kansas State      | 1917  | 107 |
| Florida State–Miami                 |                                          | Florida State     | Miami (FL)        | 1951  | 68  |
| Florida State–Virginia              | Jefferson-Eppes Trophy                   | Florida State     | Virginia          | 1992  | 19  |
| Florida–Florida State               | Makala Trophy                            | Florida           | Florida State     | 1958  | 67  |
| Florida–Georgia                     | Okefenokee Oar                           | Florida           | Georgia           | 1915  | 101 |
| Florida–Kentucky                    |                                          | Florida           | Kentucky          | 1917  | 74  |
| Florida–LSU                         |                                          | Florida           | LSU               | 1937  | 70  |
| Florida-Miami                       | Seminole War Canoe                       | Florida           | Miami (FL)        | 1938  | 57  |
| Florida–Tennessee                   |                                          | Florida           | Tennessee         | 1916  | 54  |
| Frank Leahy Memorial Bowl           | Ireland Trophy                           | Boston College    | Notre Dame        | 1975  | 27  |
| Fresno State–Hawaii                 | Golden Screwdriver                       | Fresno State      | Hawaii            | 1938  | 55  |
| Fresno State–San Diego State        | Oil Can                                  | Fresno State      | San Diego State   | 1923  | 62  |
| Friends of Coal Bowl                |                                          | Marshall          | West Virginia     | 1911  | 12  |
| Georgia Tech–Tennessee              |                                          | Georgia Tech      | Tennessee         | 1902  | 44  |
| Georgia Tech–Vanderbilt             | Gold Cowbell                             | Georgia Tech      | Vanderbilt        | 1892  | 38  |
| Georgia–South Carolina              |                                          | Georgia           | South Carolina    | 1894  | 76  |
| Georgia–Tennessee                   |                                          | Georgia           | Tennessee         | 1899  | 53  |
| Georgia–Vanderbilt                  |                                          | Georgia           | Vanderbilt        | 1893  | 83  |
| Governors' Trophy Game              | The Governors' Perpetual Trophy          | Oregon            | Saint Mary's      | 1929  | 10  |
| Green Line Rivalry                  |                                          | Boston College    | Boston University | 1893  | 32  |
| Hawaii–Wyoming                      | Paniolo Trophy                           | Hawaii            | Wyoming           | 1978  | 28  |
| Holy War                            |                                          | BYU               | Utah              | 1896  | 101 |
| Holy War                            |                                          | Boston College    | Notre Dame        | 1975  | 27  |
| Houston–Rice                        | Bayou Bucket                             | Houston           | Rice              | 1971  | 46  |
| Houston–SMU                         |                                          | Houston           | SMU               | 1975  | 37  |
| Houston–Texas Tech                  |                                          | Houston           | Texas Tech        | 1951  | 35  |
| Houston–Tulsa                       |                                          | Houston           | Tulsa             | 1950  | 46  |
| I-35 Rivalry                        |                                          | Texas State       | UTSA              | 2012  | 6   |
| Illinois–Indiana                    |                                          | Illinois          | Indiana           | 1899  | 73  |
| Illinois–Michigan                   |                                          | Illinois          | Michigan          | 1898  | 97  |
| Illinois–Missouri                   |                                          | Illinois          | Missouri          | 1896  | 24  |
| Illinois–Northwestern               | Land of Lincoln Trophy                   | Illinois          | Northwestern      | 1892  | 117 |
| Illinois–Ohio State                 | Illibuck Trophy                          | Illinois          | Ohio State        | 1902  | 103 |
| Illinois–Purdue                     | Purdue Cannon                            | Illinois          | Purdue            | 1890  | 100 |
| Indiana–Kentucky                    | The Bourbon Barrel                       | Indiana           | Kentucky          | 1893  | 36  |
| Indiana–Michigan State              | Old Brass Spittoon                       | Indiana           | Michigan State    | 1922  | 70  |
| Indiana–Purdue                      | Old Oaken Bucket                         | Indiana           | Purdue            | 1891  | 125 |
| Iowa State–Missouri                 | Telephone Trophy                         | Iowa State        | Missouri          | 1896  | 104 |
| Iowa–Iowa State                     | Cy-Hawk Trophy                           | Iowa              | Iowa State        | 1894  | 71  |
| Iowa–Minnesota                      | Floyd of Rosedale                        | Iowa              | Minnesota         | 1891  | 118 |
| Iowa–Nebraska                       | Heroes Trophy                            | Iowa              | Nebraska          | 1891  | 54  |
| Iowa–Wisconsin                      | Heartland Trophy                         | Iowa              | Wisconsin         | 1894  | 97  |
| Iron Bowl                           | James E. Foy, V-ODK Sportsmanship Trophy | Alabama           | Auburn            | 1893  | 88  |
| Kansas State–Nebraska               |                                          | Kansas State      | Nebraska          | 1911  | 95  |
| Kansas–Nebraska                     |                                          | Kansas            | Nebraska          | 1892  | 117 |
| Kentucky–Louisville                 | Governor's Cup                           | Kentucky          | Louisville        | 1912  | 35  |
| Kentucky–Tennessee                  |                                          | Kentucky          | Tennessee         | 1893  | 119 |
| Kentucky–Vanderbilt                 |                                          | Kentucky          | Vanderbilt        | 1896  | 97  |
| Penn State-Pittsburgh               |                                          | Penn State        | Pittsburgh        | 1893  | 100 |
| Lone Star Showdown                  |                                          | Texas             | Texas A&M         | 1894  | 118 |
| Louisiana Tech–Louisiana–Monroe     |                                          | Louisiana Tech    | Louisiana–Monroe  | 1953  | 43  |
| Louisiana–Louisiana Tech            |                                          | Louisiana         | Louisiana Tech    | 1910  | 87  |
| Louisville–Memphis                  |                                          | Louisville        | Memphis           | 1948  | 43  |
| LSU–Mississippi State               | Cowbells vs Cajuns                       | LSU               | Mississippi State | 1896  | 117 |
| LSU–Texas A&M                       |                                          | LSU               | Texas A&M         | 1899  | 62  |
| Magnolia Bowl                       | Magnolia Bowl Trophy                     | LSU               | Ole Miss          | 1894  | 113 |
| Maryland–Penn State                 |                                          | Maryland          | Penn State        | 1917  | 47  |
| Maryland–Virginia                   |                                          | Maryland          | Virginia          | 1919  | 80  |
| Maryland–West Virginia              |                                          | Maryland          | West Virginia     | 1919  | 53  |
| Miami–Nebraska                      |                                          | Miami (FL)        | Nebraska          | 1951  | 12  |
| Miami–Virginia Tech                 |                                          | Miami (FL)        | Virginia Tech     | 1953  | 41  |
| Michigan State–Notre Dame           | Megaphone Trophy                         | Michigan State    | Notre Dame        | 1897  | 79  |
| Michigan State–Penn State           | Land Grant Trophy                        | Michigan State    | Penn State        | 1914  | 38  |
| Michigan–Michigan State             | Paul Bunyan Trophy                       | Michigan          | Michigan State    | 1898  | 116 |
| Michigan–Minnesota                  | Little Brown Jug                         | Michigan          | Minnesota         | 1892  | 106 |
| Michigan–Northwestern               | George Jewitt Trophy                     | Michigan          | Northwestern      | 1892  | 76  |
| Michigan–Notre Dame                 |                                          | Michigan          | Notre Dame        | 1887  | 44  |
| Michigan–Penn State                 |                                          | Michigan          | Penn State        | 1993  | 27  |
| Mid–South Rivalry                   |                                          | Memphis           | Ole Miss          | 1921  | 64  |
| Minnesota–Nebraska                  | $5 Bits of Broken Chair Trophy           | Minnesota         | Nebraska          | 1900  | 64  |
| Minnesota–Penn State                | Governor's Victory Bell                  | Minnesota         | Penn State        | 1993  | 16  |
| Minnesota–Wisconsin                 | Paul Bunyan's Axe                        | Minnesota         | Wisconsin         | 1890  | 133 |
| Missouri–Nebraska                   | Victory Bell                             | Missouri          | Nebraska          | 1892  | 104 |
| Missouri–Oklahoma                   | Tiger–Sooner Peace Pipe                  | Missouri          | Oklahoma          | 1902  | 96  |
| Modern Day Hate                     |                                          | Georgia Southern  | Georgia State     | 2014  | 11  |
| Navy–Notre Dame                     | Rip Miller Trophy                        | Navy              | Notre Dame        | 1927  | 96  |
| Navy–SMU                            | Gansz Trophy                             | Navy              | SMU               | 1930  | 25  |
| NC State–Wake Forest                |                                          | NC State          | Wake Forest       | 1895  | 118 |
| Nebraska–Oklahoma                   |                                          | Nebraska          | Oklahoma          | 1912  | 89  |
| Nebraska–Wisconsin                  | Freedom Trophy                           | Nebraska          | Wisconsin         | 1901  | 17  |
| North Carolina–NC State             |                                          | North Carolina    | NC State          | 1894  | 113 |
| North Carolina–Wake Forest          |                                          | North Carolina    | Wake Forest       | 1888  | 110 |
| Northwestern–Notre Dame             |                                          | Northwestern      | Notre Dame        | 1889  | 49  |
| Notre Dame–Pittsburgh               |                                          | Notre Dame        | Pittsburgh        | 1909  | 73  |
| Notre Dame–Purdue                   | Shillelagh Trophy                        | Notre Dame        | Purdue            | 1896  | 88  |
| Notre Dame–Stanford                 | Legends Trophy                           | Notre Dame        | Stanford          | 1925  | 38  |
| Notre Dame–USC                      | Jeweled Shillelagh                       | Notre Dame        | USC               | 1926  | 94  |
| Ohio State–Penn State               |                                          | Ohio State        | Penn State        | 1912  | 39  |
| Oklahoma State–Tulsa                |                                          | Oklahoma State    | Tulsa             | 1914  | 76  |
| Ole Miss–Tulane                     |                                          | Ole Miss          | Tulane            | 1893  | 73  |
| Ole Miss–Vanderbilt                 |                                          | Ole Miss          | Vanderbilt        | 1894  | 98  |
| Oregon–Oregon State                 | Platypus Trophy                          | Oregon            | Oregon State      | 1894  | 128 |
| Oregon–Washington                   |                                          | Oregon            | Washington        | 1900  | 116 |
| Paint Bucket Bowl                   |                                          | Arkansas State    | Memphis           | 1914  | 62  |
| Palmetto Bowl                       |                                          | Clemson           | South Carolina    | 1896  | 120 |
| Penn State–Syracuse                 |                                          | Penn State        | Syracuse          | 1922  | 71  |
| Penn State-West Virginia            |                                          | Penn State        | West Virginia     | 1904  | 61  |
| Pittsburgh–Syracuse                 |                                          | Pittsburgh        | Syracuse          | 1916  | 79  |
| Red River Rivalry                   | Golden Hat                               | Oklahoma          | Texas             | 1900  | 120 |
| Rice–SMU                            | Mayor's Cup                              | Rice              | SMU               | 1916  | 91  |
| Rice–Texas                          |                                          | Rice              | Texas             | 1914  | 97  |
| Rio Grande Rivalry                  |                                          | New Mexico        | New Mexico State  | 1894  | 114 |
| Rivalry in Dixie                    |                                          | Louisiana Tech    | Southern Miss     | 1935  | 53  |
| Rocky Mountain Showdown             | Centennial Cup                           | Colorado          | Colorado State    | 1893  | 93  |
| Royal Rivalry                       | Royal Rivalry Trophy                     | James Madison     | Old Dominion      | 2011  | 4   |
| Rumble in the Rockies               |                                          | Colorado          | Utah              | 1903  | 70  |
| Safeway Bowl                        |                                          | North Texas       | SMU               | 1922  | 43  |
| Shula Bowl                          | Don Shula Award                          | Florida Atlantic  | FIU               | 2002  | 22  |
| South Carolina–Tennessee            |                                          | South Carolina    | Tennessee         | 1903  | 42  |
| South's Oldest Rivalry              |                                          | North Carolina    | Virginia          | 1892  | 128 |
| Stanford–USC                        |                                          | Stanford          | USC               | 1905  | 103 |
| Sunflower Showdown                  | Governor's Cup                           | Kansas            | Kansas State      | 1902  | 121 |
| Syracuse–UConn                      |                                          | Syracuse          | UConn             | 2004  | 12  |
| Syracuse–West Virginia              | Ben Schwartzwalder Trophy                | Syracuse          | West Virginia     | 1945  | 61  |
| TCU–Texas                           |                                          | TCU               | Texas             | 1897  | 94  |
| TCU–Texas A&M                       |                                          | TCU               | Texas A&M         | 1897  | 92  |
| TCU–Texas Tech                      | Saddle Trophy                            | TCU               | Texas Tech        | 1926  | 66  |
| TechMo Bowl                         |                                          | Georgia Tech      | Virginia Tech     | 1990  | 20  |
| Tennessee–Vanderbilt                |                                          | Tennessee         | Vanderbilt        | 1892  | 118 |
| Texas A&M–Texas Tech                |                                          | Texas A&M         | Texas Tech        | 1927  | 70  |
| Texas–Texas Tech                    | Chancellor's Spurs                       | Texas             | Texas Tech        | 1928  | 73  |
| Textile Bowl                        | Textile Bowl                             | Clemson           | NC State          | 1899  | 92  |
| The Game                            |                                          | Michigan          | Ohio State        | 1897  | 118 |
| The Old Mountain Feud               |                                          | Appalachian State | Marshall          | 1977  | 17  |
| Third Saturday in October           |                                          | Alabama           | Tennessee         | 1901  | 106 |
| The Southwest Classic               | Southwest Classic Trophy                 | Arkansas          | Texas A&M         | 1903  | 81  |
| Tiger Bowl                          |                                          | Auburn            | LSU               | 1901  | 58  |
| UCLA–USC                            | Victory Bell                             | UCLA              | USC               | 1929  | 93  |
| UConn–UMass                         |                                          | UConn             | UMass             | 1897  | 77  |
| Virginia Tech–West Virginia         | Black Diamond Trophy                     | Virginia Tech     | West Virginia     | 1912  | 54  |
| Virginia–Virginia Tech              | Commonwealth Cup                         | Virginia          | Virginia Tech     | 1895  | 104 |
| War on I-4                          | War on I–4 Trophy                        | UCF               | South Florida     | 2005  | 14  |

### Rivalités concernant plus de deux universités
| Dénomination           | Trophée                     | Universités                                          | Début |
| ---------------------- | --------------------------- | ---------------------------------------------------- | ----- |
|                        | Beehive Boot                | BYU, Utah, Utah State (anciennement Weber State)     | 1971  |
|                        | Commander in Chief's Trophy | Air Force, Army, Navy                                | 1972  |
| Florida Championship   | Florida Cup                 | Florida, Florida State, Miami (FL)                   | 2002  |
|                        | Michigan MAC Trophy         | Central Michigan, Eastern Michigan, Western Michigan | 2005  |
| Northwest Championship |                             | Oregon, Oregon State, Washington, Washington State   | 1903  |
| Tri-State Big Three    | Old Ironsides               | Penn State, Pittsburgh, West Virginia                | 1900  |
|                        | Sacred Cod Trophy           | Boston College, Boston University, Holy Cross        | 1954  |
| Tobacco Road           |                             | Duke, North Carolina, NC State, Wake Forest          | 1924  |

## NCAA Division I Football Championship Subdivision
| Dénomination                              | Trophée                           | Université         | Université             | Début | Nb. |
| ----------------------------------------- | --------------------------------- | ------------------ | ---------------------- | ----- | --- |
| Battle for Chief Caddo                    | Chief Caddo                       | Northwestern State | Stephen F. Austin      | 1924  | 77  |
| Battle for the Brice-Cowell Musket        | Brice-Cowell Musket               | Maine              | New Hampshire          | 1903  | 113 |
| Battle for the Golden Horseshoe           | The Golden Horseshoe              | Cal Poly           | UC Davis               | 1939  | 49  |
| Battle of the Bay                         |                                   | Hampton            | Norfolk State          | 1963  | 59  |
| Battle of the Blue                        | Battle of the Blue Trophy         | Delaware           | Villanova              | 1895  | 57  |
| Battle of the Border                      |                                   | Lamar              | McNeese                | 1951  | 41  |
| Battle of the Domes                       | The Potato State Trophy           | Idaho              | Idaho State            | 1916  | 45  |
| Bayou Classic                             |                                   | Grambling State    | Southern               | 1974  | 75  |
| Beehive Bowl                              |                                   | Southern Utah      | Weber State            | 1984  | 29  |
| Brawl of the Wild                         | The Great Divide Trophy           | Montana            | Montana State          | 1897  | 122 |
| Brown–Rhode Island                        | Governor's Cup                    | Brown              | Rhode Island           | 1909  | 108 |
| Butler–Valparaiso                         | Hoosier Helmet Trophy             | Butler             | Valparaiso             | 1927  | 83  |
| Capital Cup                               | Capital Cup                       | Richmond           | William & Mary         | 1898  | 134 |
| Causeway Classic                          | Causeway Trophy                   | Sacramento State   | UC Davis               | 1954  | 70  |
| Colgate–Cornell                           |                                   | Colgate            | Cornell                | 1896  | 105 |
| Cornell–Dartmouth                         |                                   | Cornell            | Dartmouth              | 1900  | 106 |
| Cornell–Penn                              | Trustees' Cup                     | Cornell            | Penn                   | 1893  | 129 |
| Dartmouth–Harvard                         |                                   | Dartmouth          | Harvard                | 1882  | 126 |
| Delaware–Lehigh                           |                                   | Delaware           | Lehigh                 | 1912  | 47  |
| Delaware–William & Mary                   |                                   | Delaware           | William & Mary         | 1915  | 44  |
| Eastern Kentucky–Morehead State           | Old Hawg Rifle                    | Eastern Kentucky   | Morehead State         | 1924  | 74  |
| Eastern Washington–Portland State         | The Dam Cup                       | Eastern Washington | Portland State         | 1968  | 45  |
| Empire Clash                              | The Golden Apple Trophy           | Albany             | Stony Brook            | 1995  | 25  |
| Empire State Bowl                         | Empire Cup                        | Columbia           | Cornell                | 1889  | 110 |
| EWU–UM Governors Cup                      | The Governors Cup                 | Eastern Washington | Montana                | 1967  | 50  |
| Florida Classic                           |                                   | Bethune–Cookman    | Florida A&M            | 1925  | 78  |
| Fordham–Holy Cross                        | Ram–Crusader Cup                  | Fordham            | Holy Cross             | 1902  | 62  |
| Furman–Wofford                            |                                   | Furman             | Wofford                | 1889  | 97  |
| Grand Canyon Rivalry                      | HintonBurdick Grand Canyon Trophy | Northern Arizona   | Southern Utah          | 1982  | 26  |
| Granite Bowl                              | Granite Bowl                      | Dartmouth          | New Hampshire          | 1901  | 42  |
| Harvard–Penn                              |                                   | Harvard            | Penn                   | 1881  | 93  |
| Harvard–Princeton                         |                                   | Harvard            | Princeton              | 1877  | 115 |
| Howard–Morgan State                       |                                   | Howard             | Morgan State           | 1899  | 89  |
| Idaho–Montana                             | Little Brown Stein                | Idaho              | Montana                | 1903  | 89  |
| Jackson State–Southern                    | BoomBox Classic                   | Jackson State      | Southern               | 1929  | 71  |
| Labor Day Classic                         | Durley-Nicks Trophy               | Prairie View A&M   | Texas Southern         | 1947  | 80  |
| Liberty Cup                               | Liberty Cup                       | Columbia           | Fordham                | 1890  | 24  |
| Magic City Classic                        | Magic City Classic Trophy         | Alabama A&M        | Alabama State          | 1924  | 88  |
| McNeese–Northwestern State                |                                   | McNeese            | Northwestern State     | 1951  | 72  |
| Mid-America Classic                       | Mid-America Classic               | Eastern Illinois   | Illinois State         | 1901  | 112 |
| Military Classic of the South             | Silver Shako                      | The Citadel        | VMI                    | 1920  | 79  |
| North Carolina A&T–North Carolina Central |                                   | North Carolina A&T | North Carolina Central | 1922  | 96  |
| North Carolina A&T–South Carolina State   |                                   | North Carolina A&T | South Carolina State   | 1924  | 60  |
| North Dakota–North Dakota State           | Nickel Trophy                     | North Dakota       | North Dakota State     | 1894  | 117 |
| North Dakota–South Dakota                 | Sitting Bull Trophy               | North Dakota       | South Dakota           | 1903  | 100 |
| North Dakota State–South Dakota State     | Dakota Marker                     | North Dakota State | South Dakota State     | 1903  | 115 |
| Northwestern State–Southeastern Louisiana |                                   | Northwestern State | Southeastern Louisiana | 1935  | 68  |
| NSU Challenge                             | NSU Trophy                        | Nicholls           | Northwestern State     | 1973  | 50  |
| Penn–Princeton                            |                                   | Penn               | Princeton              | 1876  | 114 |
| Princeton–Yale                            |                                   | Princeton          | Yale                   | 1873  | 145 |
| Red Beans and Rice Bowl                   | 50 Pound Iron Pot                 | Central Arkansas   | McNeese                | 1994  | 13  |
| Richmond–VMI                              |                                   | Richmond           | VMI                    | 1893  | 90  |
| River Bell Classic                        | River Bell Trophy                 | Nicholls           | Southeastern Louisiana | 1972  | 34  |
| Route 1 Rivalry                           | First State Cup                   | Delaware           | Delaware State         | 2007  | 11  |
| Soul Bowl                                 |                                   | Alcorn State       | Jackson State          | 1927  | 88  |
| South Dakota Showdown Series              |                                   | South Dakota       | South Dakota State     | 1889  | 118 |
| State Fair Classic                        |                                   | Grambling State    | Prairie View A&M       | 1925  | 77  |
| The Battle for Greater Baltimore          |                                   | Morgan State       | Towson                 | 1979  | 29  |
| The Citadel–Furman                        |                                   | The Citadel        | Furman                 | 1913  | 104 |
| The Citadel–Wofford                       | Big Dog Trophy                    | The Citadel        | Wofford                | 1916  | 77  |
| The Game                                  |                                   | Harvard            | Yale                   | 1875  | 139 |
| The Real HU                               |                                   | Hampton            | Howard                 | 1908  | 99  |
| The Rivalry                               |                                   | Lafayette          | Lehigh                 | 1884  | 159 |
| VMI–William & Mary                        |                                   | VMI                | William & Mary         | 1905  | 89  |

### Rivalités concernant plus de deux universités
| Dénomination | Trophée          | Universités                                                         | Début |
| ------------ | ---------------- | ------------------------------------------------------------------- | ----- |
| Big Three    |                  | Harvard, Princeton, Yale                                            | 1877  |
|              | Sgt. York Trophy | Tennessee State, Tennessee Tech, UT Martin (previously Austin Peay) | 2007  |

## NCAA Division I -  FBS vs FCS
Cette liste ne concerne que les matchs ayant opposé des universités de la Division I NCA dont l'une a été membre de la FBS tandis que l'autre était membre de la FCS.
La plupart de ces rivalités ont cependant commencé lorsque les deux équipes étaient en compétition dans la même sous-division.
Les équipes FCS sont reprises en italique dans le tableau ci-dessous.
| Dénomination                        | Trophée               | Université       | Université             | Début | Dernier | Nb. |
| ----------------------------------- | --------------------- | ---------------- | ---------------------- | ----- | ------- | --- |
| Akron–Youngstown State              | Steel Tire            | Akron            | Youngstown State       | 1940  | 1995    | 35  |
| Ball State–Indiana State            | Blue Key Victory Bell | Ball State       | Indiana State          | 1924  | 2023    | 64  |
| Battle for the Paddle               | Paddle Trophy         | Nicholls         | Texas State            | 1980  | 2019    | 31  |
| Battle for the Red Belt             | Red Belt              | Murray State     | Western Kentucky       | 1931  | 2008    | 67  |
| Battle of the Bluegrass             |                       | Eastern Kentucky | Western Kentucky       | 1914  | 2024    | 86  |
| Battle of the Palouse               |                       | Idaho            | Washington State       | 1894  | 2022    | 92  |
| Boston College–Holy Cross           |                       | Boston College   | Holy Cross             | 1896  | 2023    | 84  |
| Colgate–Syracuse                    |                       | Colgate          | Syracuse               | 1891  | 2023    | 68  |
| Lamar–Louisiana                     | Sabine Shoe           | Lamar            | Louisiana              | 1923  | 2012    | 34  |
| Louisiana–McNeese                   | Cajun Crown           | Louisiana        | McNeese                | 1951  | 2016    | 38  |
| Louisiana–Southeastern Louisiana    | Cypress Mug           | Louisiana        | Southeastern Louisiana | 1930  | 2022    | 41  |
| Louisiana–Monroe–Northwestern State |                       | Louisiana–Monroe | Northwestern State     | 1952  | 2005    | 48  |
| Louisiana Tech–Northwestern State   |                       | Louisiana Tech   | Northwestern State     | 1907  | 2023    | 80  |
| Norfolk State–Old Dominion          |                       | Norfolk State    | Old Dominion           | 2011  | 2019    | 4   |
| Rhode Island–UConn                  |                       | Rhode Island     | UConn                  | 1897  | 2018    | 94  |
| Temple–Villanova                    | Mayor's Cup           | Temple           | Villanova              | 1928  | 2018    | 34  |
| VMI–Virginia Tech                   |                       | VMI              | Virginia Tech          | 1894  | 1984    | 79  |

## NCAA Division II
| Dénomination                              | Trophée                                        | Université                | Université                  | Début | Nb. |
| ----------------------------------------- | ---------------------------------------------- | ------------------------- | --------------------------- | ----- | --- |
| 26th Street Tussle                        | Key to the City                                | Augustana (SD)            | Sioux Falls                 | 1922  | 29  |
| Anchor-Bone Classic                       | Anchor-Bone Trophy                             | Ferris State              | Grand Valley State          | 1971  | 52  |
| Battle for the Peach Basket               | Peach State Bragging Trophy (The Peach Basket) | Valdosta State            | West GeorgiaFCS             | 1983  | 43  |
| Battle in Seattle                         | Cascade Cup                                    | Central Washington        | Western Washington          | 1922  | 101 |
| Battle for the Bit                        |                                                | Fairmont State            | Glenville State             | 1909  | 97  |
| Battle for the Nyikos Cup                 | Nyikos Cup                                     | Colorado Mesa             | Colorado Mines              | 1975  | 48  |
| Battle for the Sledge                     |                                                | Southwest Minnesota State | Winona State                | 1970  | 52  |
| Battle of the Ravine                      |                                                | Henderson State           | Ouachita Baptist            | 1895  | 96  |
| Battle of the Timberlands                 |                                                | Arkansas-Monticello       | Southern Arkansas           | 1913  | 98  |
| Battle of the Valleys                     |                                                | Grand Valley State        | Saginaw Valley State        | 1975  | 52  |
| Black Hills Brawl                         | Homestake Trophy                               | Black Hills State         | South Dakota Mines          | 1895  | 138 |
| Bronze Derby                              |                                                | Newberry                  | PresbyterianFCS             | 1913  | 93  |
| Coal Bowl                                 | Coal Miners Pail Trophy                        | California (PA)           | Indiana (PA)                | 1908  | 98  |
| Catawba−Lenoir–Rhyne                      |                                                | Catawba                   | Lenoir–Rhyne                | 1907  | 101 |
| Chile Bowl                                |                                                | Eastern New Mexico        | Western New Mexico          | 1934  | 61  |
| Coastal Classic                           | Coastal Classic Trophy                         | Florida Tech              | West Florida                | 2016  | 5   |
| Colorado Classic                          | Colorado Classic Trophy                        | Adams State               | Western Colorado            | 1934  | 74  |
| Dog Fight                                 | The Bone Trophy                                | Minnesota–Duluth          | St. Cloud State             | 1933  | 52  |
| East Central−Southeastern Oklahoma State  | Great American Trophy                          | East Central              | Southeastern Oklahoma State | 1909  | 106 |
| Elm City rivalry                          |                                                | New Haven                 | Southern Connecticut        | 1981  | 34  |
| Fountain City Classic                     |                                                | Albany State              | Fort Valley State           | 1924  | 89  |
|                                           | Heritage Bell                                  | Delta State               | Mississippi College         | 1979  | 43  |
|                                           | Milk Jug                                       | Clarion                   | Slippery Rock               | 1910  | 83  |
| Miner's Bowl                              | Miner's Helmet and Axe                         | Missouri Southern         | Pittsburg State             | 1968  | 53  |
|                                           | Miner's Cup                                    | Michigan Tech             | Northern Michigan           | 1920  | 96  |
| Missouri Western–Northwest Missouri State |                                                | Missouri Western          | Northwest Missouri State    | 1981  | 43  |
|                                           | The Musket                                     | Adams State               | Fort Lewis                  | 1963  | 59  |
|                                           | Niagara Cup                                    | Gannon                    | MercyhurstFCS               | 1991  | 24  |
| North Alabama−West Alabama                |                                                | North AlabamaFCS          | West Alabama                | 1949  | 71  |
| Northwest Missouri State−Pittsburg State  |                                                | Northwest Missouri State  | Pittsburg State             | 1932  | 56  |
| Old Hickory Stick Game                    | Hickory Stick                                  | Northwest Missouri State  | Truman                      | 1908  | 91  |
| President's Cup                           | President's Cup                                | Central Oklahoma          | Northeastern State          | 1912  | 83  |
|                                           | Traveling Trophy                               | Ashland                   | Hillsdale                   | 1970  | 45  |
| Turnpike Tussle                           |                                                | Emporia State             | Washburn                    | 1899  | 119 |
|                                           | Wagon Wheel                                    | Eastern New Mexico        | West Texas A&M              | 1945  | 36  |
|                                           | Wooden Shoes Trophy                            | Grand Valley State        | Wayne State                 | 1975  | 42  |

## NCAA Division III
| Dénomination                                   | Trophée                           | Université                     | Université                          | Début | Nb. |
| ---------------------------------------------- | --------------------------------- | ------------------------------ | ----------------------------------- | ----- | --- |
| Academic Bowl                                  | Academic Bowl                     | Carnegie Mellon                | Case Western Reserve                | 1986  | 37  |
| Admiral's Cup                                  | Admiral's Cup                     | Maine Maritime                 | Mass Maritime                       | 1973  | 47  |
| Backyard Brawl                                 |                                   | Millsaps                       | Mississippi College                 | 1920  | 52  |
|                                                | Baird Brothers Trophy             | Case Western Reserve           | Wooster                             | 1984  | 25  |
| Battle for the Border Claw                     | Border Claw Trophy                | East Texas Baptist             | Louisiana ChristianNAIA             | 1947  | 22  |
| Battle for the Drum                            | The Drum                          | Occidental                     | Pomona–Pitzer                       | 1895  | 112 |
| Battle for the Wagon                           | Conestoga Wagon                   | Dickinson                      | Franklin & Marshall                 | 1889  | 114 |
| Battle of Sixth Street                         | Battle of Sixth Street Trophy     | Claremont–Mudd–Scripps         | Pomona–Pitzer                       | 1959  |     |
| Biggest Little Game In America                 |                                   | Amherst                        | Williams                            | 1884  | 137 |
|                                                | The Book of Knowledge             | Carleton                       | Macalester                          | 1898  | 67  |
| The Bridge Bowl                                | Bridge Bowl Trophy                | Mount St. Joseph               | Thomas More (KY)Div. II             | 1990  | 18  |
| Bronze Ball                                    |                                   | Anderson (IN)                  | Manchester (IN)                     | 1945  |     |
| The Bronze Turkey Game or Turkey Bowl          | The Bronze Turkey Trophy          | Knox (IL)                      | Monmouth (IL)                       | 1888  | 134 |
|                                                | Centennial Cup                    | Hobart                         | Rochester                           | 1892  | 112 |
| Cereal Bowl                                    | Goat Trophy                       | Carleton                       | St. Olaf                            | 1919  | 100 |
| The Chowder Bowl                               |                                   | Mass Maritime                  | SUNY Maritime                       | 2007  | 12  |
|                                                | Cortaca Jug                       | Ithaca                         | SUNY Cortland                       | 1930  | 81  |
| Cranberry Bowl                                 | The Scoop                         | Bridgewater State              | Mass Maritime                       | 1974  | 46  |
| Cuyahoga Gold Bowl Game                        | Cuyahoga Gold Bowl Trophy         | Baldwin Wallace                | John Carroll                        | 1923  | 59  |
|                                                | Doehling-Heselton Memorial Trophy | Lawrence                       | Ripon                               | 1893  | 121 |
|                                                | Dutchman's Shoes                  | RPI                            | Union (NY)                          | 1886  | 120 |
|                                                | Edmund Orgill Trophy              | Rhodes                         | Sewanee                             | 1899  | 90  |
|                                                | Founders Trophy                   | Chicago                        | Washington (MO)                     | 1933  | 38  |
| Gate City Soup Bowl                            |                                   | Greensboro                     | Guilford                            | 1997  | 20  |
| Gettysburg–McDaniel                            |                                   | Gettysburg                     | McDaniel                            | 1891  | 73  |
|                                                | Goal Post Trophy                  | Juniata                        | Susquehanna                         | 1923  | 74  |
|                                                | The Hammer                        | Augsburg                       | Hamline                             | 1926  | 79  |
|                                                | Helmet Trophy                     | Anna Maria                     | Castleton                           | 2009  | 11  |
| Tommie-Johnnie Game                            | The Holy Grail                    | Saint John's (MN)              | St. Thomas (MN)FCS                  | 1901  | 89  |
| Johns Hopkins–McDaniel                         | Maryland Railroad Lantern         | Johns Hopkins                  | McDaniel                            | 1894  | 101 |
|                                                | Keystone Cup                      | Delaware Valley                | Widener                             | 1977  | 42  |
| Lefse Bowl                                     | The Troll Trophy                  | Concordia (Moorhead)           | St. Olaf                            | 1921  | 70  |
|                                                | Lincoln Football Trophy           | Franklin & Marshall            | Gettysburg                          | 1890  | 108 |
|                                                | Little Brass Bell                 | North Central (IL)             | Wheaton (IL)                        | 1900  | 101 |
|                                                | Little Brown Bucket               | Dickinson                      | Gettysburg                          | 1892  | 88  |
|                                                | Maple Sap Bucket                  | Castleton                      | Norwich                             | 2009  | 12  |
|                                                | Mercer County Cup                 | Grove City                     | Thiel                               | 1892  | 106 |
| Monon Bell Classic                             | Monon Bell                        | DePauw                         | Wabash                              | 1890  | 129 |
| Occidental–Whittier                            | Myron Claxton's Shoes             | Occidental                     | Whittier                            | 1901  | 111 |
|                                                | Old Red Lantern                   | Denison                        | Wooster                             | 1889  | 88  |
| Old Rocking Chair Classic                      | Mac-Jack Rocking Chair            | Hamilton                       | Middlebury                          | 1911  |     |
| Oldest College Rivalry West of the Mississippi |                                   | Coe                            | Cornell (IA)                        | 1891  | 129 |
|                                                | Paint Bucket                      | Hamline                        | Macalester                          | 1887  | 120 |
| Pynchon Saw Game                               | Pynchon Saw Trophy                | Springfield College (MA)       | Western New England University (MA) | 2013  | 7   |
| Seafaring Scuffle                              |                                   | Merchant Marine                | SUNY Maritime                       | 2009  | 11  |
|                                                | Secretaries Cup                   | Coast Guard                    | Merchant Marine                     | 1949  | 52  |
| Smudge Pot Trophy Game                         | The Smudge Pot                    | California Lutheran University | University of Redlands              | 2012  | 11  |
| The Little Army-Navy Game                      | The Mug                           | Coast Guard                    | Norwich Cadet                       | 1929  | 93  |
|                                                | Steven Dean Memorial Trophy       | Catholic                       | GeorgetownFCS                       | 1976  | 19  |
| The Game (Hampden–Sydney vs. Randolph–Macon)   | The Game Ball                     | Hampden–Sydney                 | Randolph–Macon                      | 1893  | 127 |
|                                                | The Regents Cup                   | Frostburg StateD-II            | Salisbury                           | 1973  | 46  |
|                                                | The Stagg Hat                     | Lycoming                       | Susquehanna                         | 1949  | 55  |
| Transit Trophy Game                            | The Transit Trophy                | RPI                            | WPI                                 | 1894  | 115 |
| Trinity–Wesleyan football rivalry              |                                   | Trinity                        | Wesleyan                            | 1885  | 122 |
|                                                | The Trophy                        | Pacific Lutheran               | Puget Sound                         | 1931  | 98  |
| Victory Bell Classic                           | Victory Bell                      | Franklin (IN)                  | Hanover                             | 1898  | 89  |
|                                                | Wagon Wheel                       | Lewis & Clark                  | Willamette                          | 1949  |     |
|                                                | War on I-94 Trophy                | Wisconsin–Eau Claire           | Wisconsin–Stout                     | 1917  | 97  |
|                                                | Wilkes-Barre Mayor's Cup          | King's (PA)                    | Wilkes                              | 1996  |     |
|                                                | Wooden Shoes Rivalry Trophy       | Hope College (MI)              | Kalamazoo College (MI)              | 1910  | 95  |

1. ↑  La rivalité commence entre Pomona et Occidental College. Pomona gère désormais un programme sportif conjoint avec le Pitzer College, tous deux faisant partie des cinq collèges de premier cycle de Claremont, le programme conjoint étant connu sous le nom de Pomona-Pitzer
2. ↑  La rivalité commence entre Pomona et une autre université Claremont, le Claremont McKenna College. Comme indiqué précédemment, Pomona gère désormais un programme sportif conjoint avec un autre collège de Claremont, le Pitzer College, sous le nom de Pomona–Pitzer. Claremont McKenna fait désormais partie du programme sportif de Claremont–Mudd–Scripps avec deux autres collèges de Claremont, Harvey Mudd et Scripps Colleges.
3. ↑  Il s'agit de l'année où la rivalité a commencé. Le trophée Edmund Orgill a été disputé pour la première fois en 1954.
4. ↑  Bien que King's ait joué contre Wilkes à neuf reprises avant la création du trophée, le premier match pour la Wilkes-Barre Mayor's Cup a eu lieu en 1996, selon l'aperçu du match de 2009 du King's College[3].

### Rivalités concernant plus de deux universités
| Dénomination                   | Trophée      | Universités                 | Début |
| ------------------------------ | ------------ | --------------------------- | ----- |
| Colby-Bates-Bowdoin Consortium | C-B-B Trophy | Bates, Bowdoin, Colby       | 1892  |
| Little Three                   |              | Amherst, Wesleyan, Williams | 1899  |

## Plus longues rivalités continues de la NCAA
La liste ci-dessous reprend les séries les plus longues jouées en continu dans le football américan universitaire de la NCAA. De nombreuses séries historiques ont été interrompues par la Première Guerre mondiale, la pandémie de grippe de 1918 et la Seconde Guerre mondiale. Plus récemment, d'autres rivalités de longue date ont pris fin lors des réorganisations de conférence du début des années 2010 et du début des années 2020, ou ont été interrompues par la pandémie de Covid-19.
| Dénomination                     | Début | Surnom Trophée               | Div. | 1er match | Leader         | Notes |
| -------------------------------- | ----- | ---------------------------- | ---- | --------- | -------------- | --- |
| Lehigh–Lafayette                 | 1897  | The Rivalry                  | FCS  | 1884      | Lafayette      | Rivalité la plus jouée au football américain universitaire. Aucun match n'a été joué au cours de l'année civile 2020 en raison de la Covid-19, mais le match qui était prévu a été joué en avril 2021 dans le cadre de la saison de printemps 2021 reprogrammée de la Patriot League. |
| Minnesota–Wisconsin              | 1907  | Paul Bunyan's Axe            | FBS  | 1890      | Wisconsin      | Rivalité la plus jouée en FBS |
| North Carolina State–Wake Forest | 1910  | NC State–Wake Forest rivalry | FBS  | 1895      | NC State       | |
| Oklahoma–Oklahoma State          | 1910  | Bedlam Series                | FBS  | 1904      | Oklahoma       | Oklahoma ayant rejoint la SEC en 2024, le match de 2023 est le dernier de la série mais les rencontres pourraient reprendre de façon plus irrégulière au dela des années 2030. |
| Kansas–Kansas State              | 1911  | Sunflower Showdown           | FBS  | 1902      | Kansas         | |
| Iowa State–Kansas State          | 1917  | Farmageddon                  | FBS  | 1917      | Iowa State     | Plus longe série ininterrompue de la FBS |
| North Carolina–Virginia          | 1919  | South's Oldest Rivalry       | FBS  | 1892      | North Carolina | |

Note : La NCAA liste également comme « continues » les rivalités suivantes interrompues pendant les années de guerre : North Carolina–Virginia (1910-1916, 1919-présent) ; Mississippi–Mississippi State (1915-1942, 1944-présent) ; Auburn–Géorgie (1919-1942, 1944-présent) ; Tennessee–Kentucky (1919-1942, 1944-présent) . D'autres rivalités ont également été interrompues pendant les années de guerre, par exemple : Harvard–Yale (1897-1916, 1919-1943, 1945-présent) ; Princeton–Yale (1876-1916, 1919-1943, 1945-.présent) ; Miami–Cincinnati (1909-1942, 1945-présent) ; et Oregon-Oregon State (1912-1942, 1945-présent). La NCAA n'explique pas comment elle sélectionne seulement certaines rivalités interrompues pour les considérer comme « continues ».

### Plus longues rivalités interrompues de la NCAA
La liste ci-dessous reprend des rivalités de divisions I et II de la NCAA qui se sont poursuivies pendant le plus grand nombre de saisons consécutives avant d'être interrompues. Sept des dix-sept séries de cette liste sont des rivalités disparues de l'ancienne conférence Big Eight. Six sont des rivalités interrompues en 2020 en raison de la pandémie de Covid-19.
| Dénomination           | Période   | Années | Div.     | 1er match | Notes / raison de l'interruption |
| ---------------------- | --------- | ------ | -------- | --------- | --- |
| Clemson–South Carolina | 1909–2019 | 111    | FBS      | 1896      | Interrompue en 2020 à la suite de la pandémie de Covid-19 |
| Wabash–DePauw          | 1911–2019 | 109    | Div. III | 1890      | Interrompue en 2020 à la suite de la pandémie de Covid-19 |
| Nebraska–Kansas        | 1906–2010 | 105    | FBS      | 1892      | Plus longue série continue de la FBS avant son interruption, Nebraska ayant rejoint la conférence Big Ten |
| Michigan–Ohio State    | 1918–2019 | 102    | FBS      | 1897      | Interrompue en 2020 à la suite de la pandémie de Covid-19 |
| Dartmouth–Cornell      | 1919–2019 | 101    | FCS      | 1900      | Interrompue en 2020 à la suite de la pandémie de Covid-19 |
| Penn–Cornell           | 1919–2019 | 101    | FCS      | 1893      | Interrompue en 2020 à la suite de la pandémie de Covid-19 |
| Purdue–Indiana         | 1920–2019 | 100    | FBS      | 1891      | Interrompue en 2020 à la suite de la pandémie de Covid-19 |
| Texas–Texas A&M        | 1915–2011 | 97     | FBS      | 1894      | Série terminée lorsque Texas A&M a rejoint la conférence SEC mais reprise en 2024 lorsque Texas rejoint à son tour la SEC |
| Oklahoma–Kansas        | 1903–1997 | 95     | FBS      | 1903      | Plus longue série continue de la FBS avant que celle-ci ne se termine en 1997 à la suite de la création des divisions au sein de la conférence Big 12. La série a repris en 2011 lorsque ces divisions ont été réunies mais elle s'est terminée en 2024 lorsque Oklahoma'a rejoint la SEC |
| Missouri–Kansas        | 1919–2011 | 93     | FBS      | 1891      | Série terminée lorsque Missouri a rejoint la SEC |
| Missouri–Iowa State    | 1919–2011 | 93     | FBS      | 1896      | Série terminée lorsque Missouri a rejoint la SEC |
| Nebraska–Iowa State    | 1921–2010 | 90     | FBS      | 1896      | Série terminée lorsque Nebraska a rejoint la Big Ten |
| Duke–Georgia Tech      | 1933–2022 | 90     | FBS      | 1933      | La rivalité est antérieure à l'admission de Georgia Tech dans l'Atlantic Coast Conference (ACC) en 1983. Elle a pris fin avec les changements apportés au format de programmation de l'ACC entrés en vigueur en 2023.                                                                     |
| Nebraska–Kansas State  | 1922–2010 | 89     | FBS      | 1911      | Série terminée lorsque Nebraska a rejoint la Big Ten |
| Nebraska–Missouri      | 1922–2010 | 89     | FBS      | 1892      | Série terminée lorsque Nebraska a rejoint la Big Ten |
| Ohio State–Illinois    | 1914–2002 | 89     | FBS      | 1902      | Série terminé à la suite du changement dans le mode d'élaboration du calendrier de la Big Ten |
| Presbyterian–Newberry  | 1919–2006 | 88     | Div. II  | 1913      | Série terminée lorsque Presbyterian a rejoint la Division I |